# Hedyotis pinaster
Hedyotis pinaster är en måreväxtart som beskrevs av Henry Nicholas Ridley. Hedyotis pinaster ingår i släktet Hedyotis och familjen måreväxter. Inga underarter finns listade i Catalogue of Life.